# Pousadas de Portugal

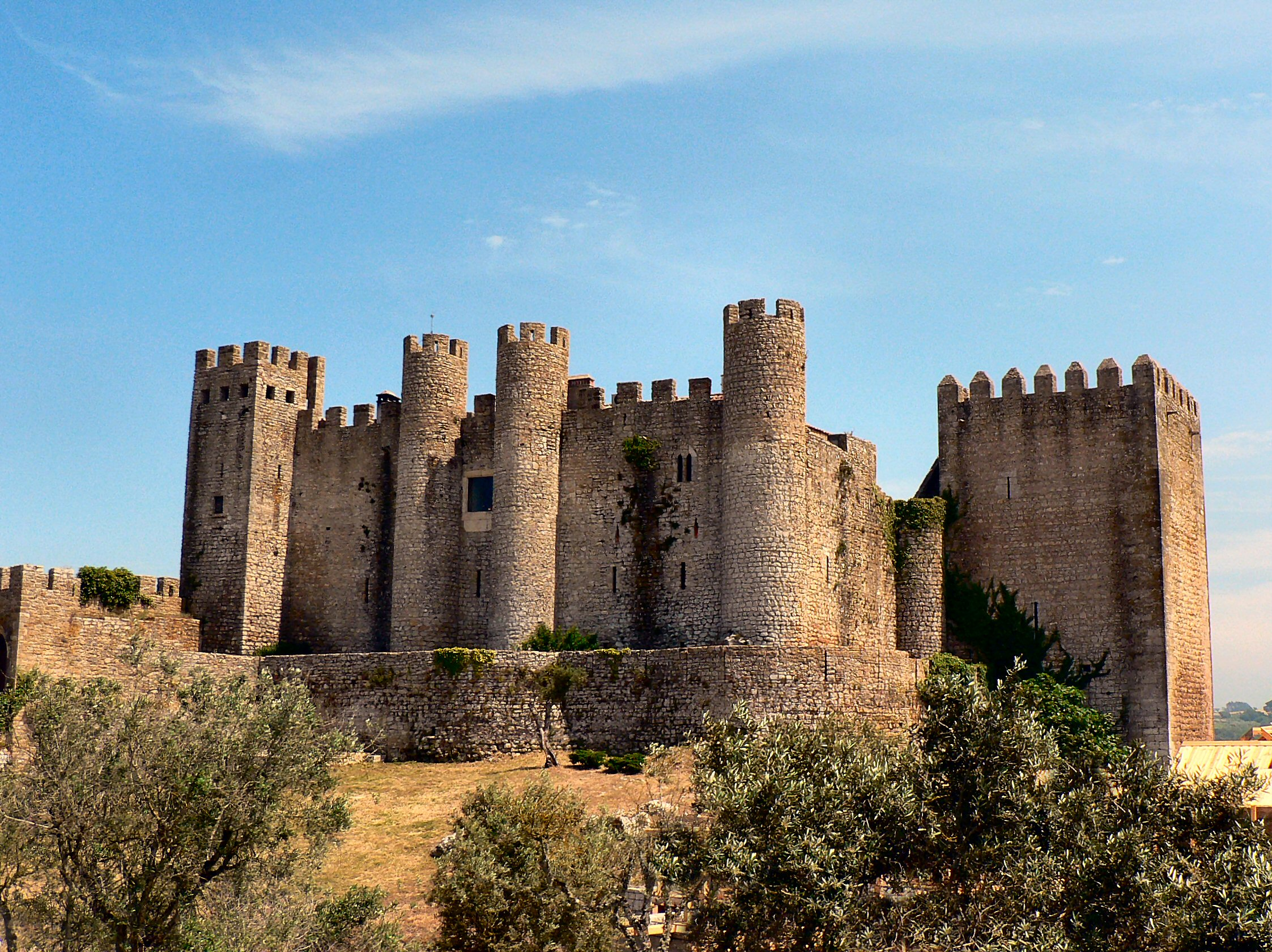
Castelo de Óbidos, este es un ejemplo de una pousada

Pousadas de Portugal es una cadena portuguesa de hoteles históricos de lujo, creada en la década de 1940. Existe un total de 44 pousadas instaladas en edificios históricos. Este grupo es propiedad del Estado portugués y es dirigido por un grupo privado, el Grupo Pestana Pousadas.

## Historia

### Origen
Creado por la ley 31.259 del 1 de mayo de 1941, por iniciativa de António Ferro. El primer hotel se inauguró en 1942, en Elvas, Alentejo, región que tiene varias posadas. Posteriormente se inauguraron otras Pousadas Regionales, siempre con un número pequeño de habitaciones y especial atención a la gastronomía local. 
En los años 50, se añadió una nueva función, las "Pousadas Históricas", hoteles instalados en monumentos y edificios históricos, castillos, conventos y monasterios. La primera posada con este tipo fue la Pousada do Castelo en Óbidos.
En 1995 la American Society of Travel Agents (ASTA) y la Smithsonian Foundation, concedió à las Pousadas de Portugal el premio anual para las instituciones de todo el mundo con una participación activa en la protección del patrimonio cultural y ambiental para finalidades turísticas.

### Privatización
En 2003 el Gobierno Portugués encabezado por Durão Barroso, debido a la acumulación de resultados negativos por más de una década, decidió privatizar el 49% del capital de ENATUR, juntamente con la gestión de las Pousadas convocando un concurso.
El vencedor fue GPP – Grupo Pestana Pousadas, formado por Grupo Pestana (59,8%), el Grupo CGD (25%), la Fundación Oriente(15%) y dos empresas más con 0,2% (Abreu y Portimar). En el 1 de septiembre de 2003, el GPP se convirtió en responsable de la gestión de la cadena de hoteles Pousadas de Portugal durante un periodo de 20 años".

### El futuro
En Portugal, el GPP tiene la intención de continuar la expansión de esta Cadena de Hoteles. En 2007  inauguró la Pousada de Ínfias en Braga. En 2009 está prevista la abertura de la Pousada do Freixo, Oporto y Pousada de Viseu.

### En el mundo
Según una óptica de internacionalización, el GPP pretende abrir Pousadas en todos los países donde han estado los portugueses: Asia (Goa, Macao), África (Cabo Verde, Mozambique) y nuevos destinos en Brasil.

## Pousadas por categorías

### Pousadas Históricas
(En edificios históricos)
1. Alvito — Pousada de Alvito Historic Hotel
2. Beja — Pousada de Beja Historic Hotel
3. Belmonte — Pousada do Convento de Belmonte
4. Estremoz — Pousada de Estremoz Historic Hotel
5. Évora — Pousada de Évora Historic Hotel
6. Guimarães — Pousada de Guimarães - Sta. Marinha Historic Hotel
7. Mesão Frio — Pousada do Solar da Rede
8. Óbidos — Pousada de Óbidos Historic Hotel
9. Ourém — Pousada de Ourém - Fátima Historic Hotel
10. Palmela — Pousada de Palmela Historic Hotel
11. Oporto — Pousada do Porto Palace Hotel
12. Queluz / Lisboa — Pousada de Queluz Palace Hotel
13. Setúbal — Pousada de Setubal Historic Hotel
14. Tavira — Pousada de Tavira Historic Hotel
15. Vila Pouca da Beira — Pousada Convento do Desagravo Historic Hotel
16. Vila Viçosa — Pousada de Vila Viçosa Historic Hotel

### Pousadas Históricas Diseño
(En edificios históricos con elementos arquitectónicos modernos)
1. Alcácer do Sal — Pousada de Alcácer do Sal Historic Hotel
2. Amares/Gerês — Pousada de Amares Historic Hotel
3. Angra do Heroísmo/Açores — Pousada de Angra do Heroísmo Historic Hotel
4. Arraiolos — Pousada de Arraiolos Historic Hotel
5. Crato — Pousada do Crato Historic Hotel
6. Faro (Portugal)|Estoi — Pousada de Faro Palace Hotel

### Pousadas de la Naturaleza
(En locales calmos y tranquilos, con características para el ecoturismo)
1. Caniçada/Gerês — Pousada de São Bento
2. Manteigas — Pousada de São Lourenço
3. Marão — Pousada de São Gonçalo
4. Proença a Nova — Pousada de Amoras
5. Ría de Aveiro — Pousada da Ria
6. Sagres — Pousada do Infante
7. Santa Clara-a-Velha — Pousada de Santa Clara
8. Santiago do Cacém — Pousada da Quinta da Ortiga
9. Sousel — Pousada de São Miguel
10. Torrão — Pousada de Vale do Gaio

### Pousadas de Encanto
(Locales o edificios típicos)
1. Alijó — Pousada de Alijó Charming Hotel
2. Braga — Pousada de Braga Charming Hotel
3. Braganza — Pousada de Bragança Charming Hotel
4. Condeixa-a-Nova — Pousada de Condeixa-a-Nova Charming Hotel
5. Elvas — Pousada de Elvas Charming Hotel (primeira Pousada da rede)
6. Guimarães — Pousada de Guimarães - N. Sra. Oliveira Charming Hotel
7. Horta/Açores — Pousada da Horta Historic Hotel
8. Marvão — Pousada de Marvão Charming Hotel
9. Valença do Minho — Pousada de Valença Charming Hotel
10. Viana do Castelo — Pousada de Viana do Castelo Charming Hotel